# Belding-Ziesel
Der Belding-Ziesel (Urocitellus beldingi, Syn.: Spermophilus beldingi) ist eine Art der Ziesel, die innerhalb der Ordnung der Nagetiere zur Familie der Hörnchen gehören. Er bewohnt die Gebirge im Westen der USA und ernährt sich hauptsächlich pflanzlich. Der Großteil der Erkenntnisse über Belding-Ziesel stützt sich auf über 20-jährige Beobachtungen einer Population am Tioga-Pass im Yosemite-Nationalpark.

## Merkmale
Der Belding-Ziesel ist eine mittelgroße Zieselart. Die Tiere erreichen meist eine Gesamtlänge von 23 bis 30 Zentimetern, Männchen sind dabei etwas länger als die Weibchen, doch die Differenz bewegt sich im Zentimeterbereich. Belding-Ziesel wiegen im Durchschnitt etwa 360 Gramm (Männchen) bzw. 300 Gramm (Weibchen), Extremwerte für Männchen sind 300 bis 450 Gramm, für Weibchen 230 bis 400 Gramm.
Das Fell ist grau bis zimtbraun. Auf der Rückenmitte befindet sich ein breites braunrotes Längsband, das bei der Unterart S. b. beldingi am deutlichsten und bei S. b. creber am schwächsten ausgeprägt ist. Die Kopfplatte ist ebenfalls braunrot. Der vergleichsweise kurze Schwanz ist 4,4 bis 7,6 Zentimeter lang, buschig und hat einen rötlichen Farbton. Kennzeichnend für die Art sind auch relativ kleine Ohren und Extremitäten.
Wie bei den nächstverwandten Arten (Untergattung Spermophilus) innerhalb der Ziesel sind auch beim Belding-Ziesel die Molaren besonders hochkronig (hypsodont). Die Zahnformel lautet I 1/1, C 0/0, P 2/1, M 3/3, sie haben insgesamt 22 Zähne.

## Verbreitung und Lebensraum

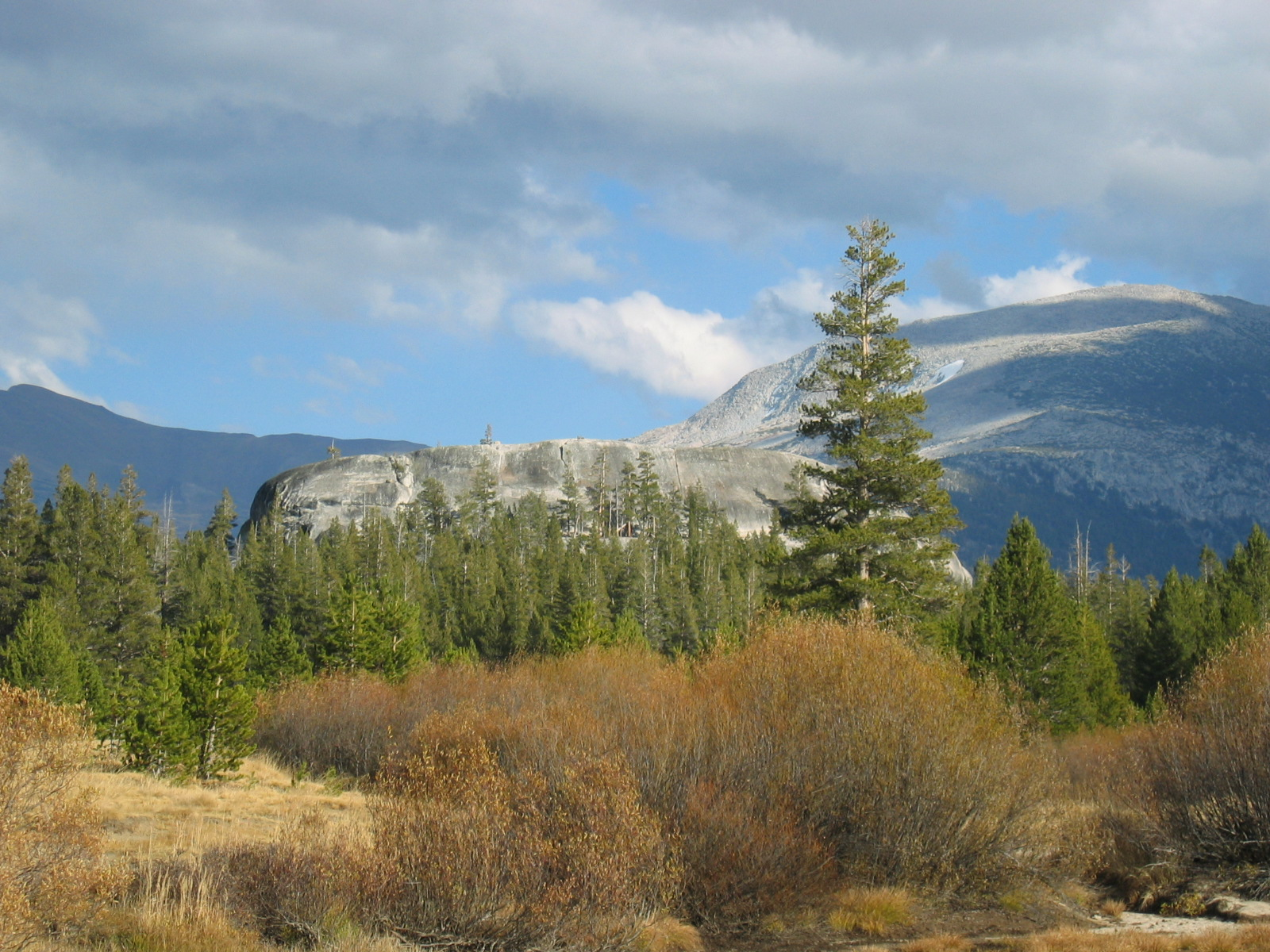
Lebensraum des Belding-Ziesels

Belding-Ziesel bewohnen die Gebirge im Westen der USA. Die Verbreitung erstreckt sich vom östlichen Oregon nach Süden bis in das nordöstliche Kalifornien und nach Osten bis in den Südosten Idahos und den Nordwesten Utahs. Sie besiedeln Gebiete ab 500 Meter über NN. Teils kommen sie in großen Höhen vor, so am Tioga-Pass im Yosemite-Nationalpark in der südlichen Sierra Nevada auf über 3000 Meter über NN.
Die Art lebt in montanen und submontanen Wiesen und Weiden. Dabei benötigt sie offenbar Zugang zu offenem Wasser oder zu sukkulenter Vegetation. Belding-Ziesel meiden Wälder und Felsgebiete. In Oregon, wo Belding-Ziesel sympatrisch mit Columbia-Zieseln (Spermophilus columbianus) vorkommen, scheinen erstere eher die etwas feuchteren Habitate zu bewohnen. Beide Arten stehen offenbar in direkter Konkurrenz zueinander, was daran ersichtlich ist, dass sie in Bereichen, in denen sie jeweils ohne die andere Art vorkommen, eine größere Bandbreite von Habitaten besiedeln. Zu anderen Ziesel-Arten wie etwa dem Kalifornischen Ziesel (Spermophilus beecheyi) und dem Goldmantel-Ziesel (Spermophilus lateralis) steht der Belding-Ziesel wahrscheinlich in minimaler Konkurrenz, da sich diese in ihrer Habitat- und Nahrungswahl deutlich unterscheiden.

## Lebensweise

### Ernährung
Belding-Ziesel leben, wie alle Ziesel, vorwiegend von pflanzlicher Nahrung. Sie fressen Blüten, Samen, Nüsse, Wurzeln, Pilze sowie Gräser, daneben aber auch Insekten und andere Wirbellose, Vogeleier und Aas. Selten werden junge Kleinsäuger aktiv erjagt, Männchen fressen oft die Jungtiere von Artgenossen.

### Winterschlaf
Der Winterschlaf des Belding-Ziesels dauert von Oktober bis April/Mai etwa sieben bis acht Monate, in dieser Zeit verenden ein Drittel der adulten Tiere und zwei Drittel der juvenilen Tiere. Ursache sind meist erschöpfte Fettspeicher, der Tod tritt durch Erfrieren und Verhungern ein. Weiterhin werden einige Exemplare von Silberdachsen und Kojoten ausgegraben und getötet.

### Sozialverhalten
Weibliche Belding-Ziesel leben in Gruppen in einem Gebiet (allerdings hat jedes Weibchen einen eigenen Bau), Männchen sind Einzelgänger.
Weibliche Belding-Ziesel zeigen das Phänomen des Nepotismus, der Bevorzugung verwandter Artgenossen (Weibchen bleiben mit Verwandten zusammen, da sie nach der Entwöhnung selten vom Gebiet der Geburt abwandern). So kommt es beim Nestbau selten zu Konflikten mit nahen Verwandten und Weibchen mit Verwandten haben es beim Errichten eines Nestes leichter als Weibchen ohne verwandte Tiere in der Nähe. Auch teilen sehr enge Verwandte das Wurfterritorium (Gebiet, in dem Jungtiere geboren werden) sowie Nahrungsquellen und Verstecke. Des Weiteren vertreiben eng verwandte Belding-Ziesel nichtverwandte Weibchen aus dem von ihnen bewohnten Areal und warnen sich gegenseitig vor Feinden. Sehr eng verwandte Weibchen helfen sich gegenseitig bei der Verteidigung ihrer Reviere.
Während Tragzeit und Laktation schließen sich jedoch oft auch verwandte Tiere aus ihrem Revier aus, da die Gefahr des Infantizids besteht. Selbst wenn ein Revier nur kurze Zeit unbewacht ist, dringen oft fremde Weibchen und junge Männchen in das Revier ein und töten die Jungtiere. Männchen haben als Motivation für die Tötung der Jungtiere meist die Nahrung, die ihnen die Jagd bietet: Sie fressen stets die getöteten Jungtiere auf. Weibchen verzehren nur selten die Opfer des Infantizids; meist töten sie die Jungtiere anderer Weibchen nach der Tötung des eigenen Wurfes, unabhängig davon, ob er von Artgenossen oder von Feinden getötet wurde. Bis jetzt ist die Motivation für den Infantizid bei Weibchen nicht klar. Nach der Tötung des eigenen Wurfes verlassen Weibchen meist den offenbar unsicheren Bau und suchen sich eine sichere Stelle; dort vorhandene Jungtiere werden nach Möglichkeit wiederum von den eindringenden Weibchen getötet. Die eng verwandten und eng beieinander lebenden Weibchen können derartige Belding-Ziesel schneller aufspüren und vertreiben. Wenn ein Weibchen mit Jungtieren auf Nahrungssuche ist, wird der Bau oft von einem verwandten Tier verteidigt. Bei den Belding-Zieseln ist der Nepotismus eine effiziente Strategie für bessere Überlebenschancen und höhere Fortpflanzungsraten.

### Fortpflanzung und Entwicklung

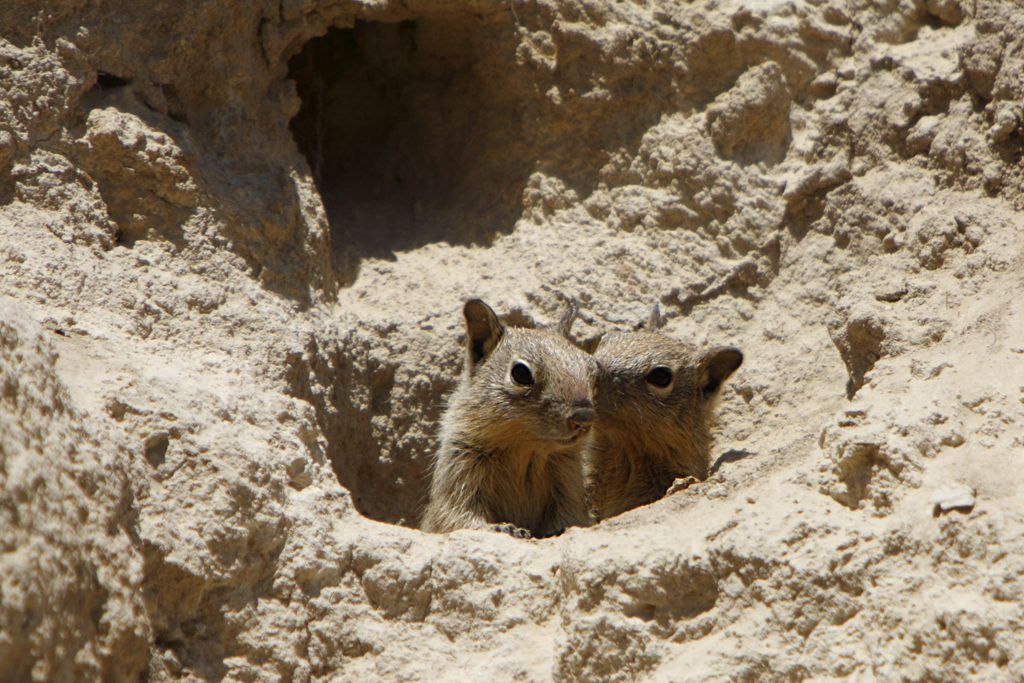
Zwei junge Belding-Ziesel

Eine Woche nach dem Erwachen aus dem Winterschlaf tritt bei Weibchen die Paarungsbereitschaft ein. Trotz einer Empfängnisbereitschaft von nur einem Nachmittag verpaaren sie sich mit drei bis acht verschiedenen Männchen. Genanalysen zufolge stammen zwei Drittel aller Würfe von mehreren Männchen. Stets ist das Erbgut des Männchens, welches sich als erstes verpaarte, dominierend, doch in einem Wurf konnte schon das Erbgut von vier verschiedenen Männchen festgestellt werden.
Die Werbung der Männchen besteht hauptsächlich in der Verteidigung eines kleinen Territoriums. Bei der Anwesenheit empfängnisbereiter Weibchen kommt es oft zu heftigen Kämpfen zwischen den Männchen, die fast immer mit Verletzungen enden. Bei diesen Kämpfen sind meist Gewicht und Erfahrung entscheidend. Paarungswillige Weibchen halten sich meist in der Nähe der Männchen auf, welche die Kämpfe am häufigsten gewinnen. Erfolgreiche Männchen verpaaren sich in einer Saison mit bis zu 13 Weibchen, doch mehr als die Hälfte der Männchen kopuliert pro Saison nur einmal oder gar nicht.
Nach der Begattung wird vom Weibchen eine Wurfkammer gebaut. Die meisten Baue mit Wurfkammer sind (inklusive der Gänge) fünf bis acht Meter lang und liegen 30 bis 60 Zentimeter unter der Erdoberfläche. Meist hat der Nestbau mehrere Eingänge, um Fluchtmöglichkeiten beim Eindringen von Räubern, wie etwa Schlangen, zu gewährleisten. Das Nest wird mit Gras gepolstert; hierfür bringt das Weibchen bis zu 50 Fuhren Gras in das Nest. Nach einer Tragzeit von 23–28 Tagen kommen 1–11, im Mittel etwa 5 Jungtiere zur Welt. Nach der Entwöhnung im Alter von 26–31 Tagen, verlassen sie erstmals den Bau. Männchen wandern meist kurz danach ab, doch Weibchen verweilen oft lebenslang in der Nähe des Geburtsbaues.
Männchen erreichen ein durchschnittliches Alter von zwei bis drei Jahren, Weibchen etwa drei bis vier Jahre. Die Lebenserwartung der Männchen ist niedriger, da sie sich einerseits bei den Kämpfen mit Artgenossen verletzen und andererseits durch ihre größeren Wanderaktivitäten mehr Bedrohungen ausgesetzt sind.

### Feindvermeidung
Die in Gesellschaft lebenden Weibchen warnen sich gegenseitig vor Feinden mit einem vielgestaltigen Arsenal an Rufen. Falls Silberdachse, Kojoten oder Wiesel im besiedelten Areal erscheinen, stellen sich manche Weibchen auf die Hinterbeine und geben abgehackte, einem Trillern ähnliche Laute ab. Beim Erscheinen von Greifvögeln werden monotone, hohe Pfiffe in schneller Folge abgegeben.
Aufgrund der Warnlaute fliehen alle Ziesel in Hörweite in ihre Baue und Verstecke. Für das warnende Tier besteht jedoch ein erhöhtes Risiko, da es für Prädatoren besonders auffallend ist. Das Risiko, das verschiedene Weibchen eingehen, ist daher unterschiedlich. Alte, ansässige und säugende Weibchen warnen am häufigsten vor Feinden, da in ihrer Umgebung viele verwandte Weibchen leben. Zugewanderte Exemplare beider Geschlechte rufen sehr viel seltener.

## Systematik
Der Belding-Ziesel ist eine Art der Gattung Urocitellus innerhalb der Erdhörnchen. Die Gattung wurde lange als Teil der Ziesel und darin innerhalb der Untergattung Urocitellus eingeordnet, nach einer umfassenden molekularbiologischen Untersuchung wurde diese jedoch als eigenständige Gattung gemeinsam mit mehreren weiteren Gattungen betrachtet. Die wissenschaftliche Erstbeschreibung erfolgte 1888 durch Clinton Hart Merriam als Spermophilus beldingi anhand von Tieren aus Donner im Placer County, Kalifornien.
Vom nächsten nordamerikanischen Verwandten dieser Gattung hat es sich vermutlich im späten Pleistozän abgespalten. Fossilfunde von Urocitellus  beldingi liegen allerdings nicht vor.
Derzeit werden drei Unterarten unterschieden.
- U. b. beldingi: Zentrales Ostkalifornien, westliches Nevada (das Typusexemplar stammt aus Placer County in Kalifornien)
- U. b. creber: Nord- und Zentral-Nevada, südwestliches Idaho, südöstliches Oregon und nordwestliches Utah (das Typusexemplar stammt aus dem Tal des Reese-River in Nevada)
- U. b. oregonus: östliches Oregon, Nordwesten Nevadas, Nordostkalifornien (Ursprünglich anhand eines Tieres aus dem Klamath-Becken in Kalifornien als eigene Art beschreiben)

An der Grenze der Verbreitungsgebiete von U. b. oregonus und U. b. creber im südöstlichen Oregon und in Nordwest-Nevada scheint es fließende Übergänge zu geben. Zwischen den bekannten Verbreitungsgebieten von U. b. oregonus und U. b. beldingi klafft in Kalifornien eine 40 km breite Lücke, dennoch sollen auch hier Übergangsformen vorkommen.

## Status, Bedrohung und Schutz
Der Idaho-Ziesel wird von der International Union for Conservation of Nature and Natural Resources (IUCN) als nicht gefährdet (least concern) eingeordnet. Begründet wird dies durch das häufige Vorkommen und das Fehlen von bestandsgefährdenden Risiken für die Art. Regional wird die Art als Schädling betrachtet und sie wird daher in vielen Teilen des Verbreitungsgebietes verfolgt, hauptsächlich durch das Auslegen von Giftködern, die dann auch andere, seltenere Tierarten töten.

## Belege
1. 1 2  Richard W. Thorington Jr., John L. Koprowski, Michael A. Steele: Squirrels of the World. Johns Hopkins University Press, Baltimore MD 2012, ISBN 978-1-4214-0469-1, S. 296–298.
2. ↑  Matthew D. Herron, Todd A. Castoe, Christopher L. Parkinson: Sciurid phylogeny and the paraphyly of holarctic ground squirrels (Spermophilus). Molecular Phylogenetics and Evolution 31, 2004; S. 1015–1030. (Volltext (Memento vom 17. April 2015 im Internet Archive), PMID 15120398)
3. ↑  Kristofer M. Helgen, F. Russell Cole, Lauren E. Helgen, Don E. Wilson: Generic Revision in the holarctic ground squirrels genus Spermophilus. Journal of Mammalogy 90 (2), 2009; S. 270–305. doi:10.1644/07-MAMM-A-309.1
4. 1 2  Stephen H. Jenkins, Bruce D. Eshelman: Spermophilus beldingi. In: Mammalian Species. Nr. 221, 1984, S. 1–8, Volltext als pdf.
5. ↑  Urocitellus beldingi in der Roten Liste gefährdeter Arten der IUCN 2016.1. Eingestellt von: A.V. Linzey & NatureServe (G. Hammerson), 2008. Abgerufen am 14. Juli 2016.